# Mezoregion Centro-Norte de Mato Grosso do Sul

Mezoregion Centro-Norte de Mato Grosso do Sul

Mezoregion Centro-Norte de Mato Grosso do Sul – mezoregion w brazylijskim stanie Mato Grosso do Sul, skupia 16 gminy zgrupowanych w dwóch mikroregionach. 

## Mikroregiony
- Alto Taquari
- Campo Grande